# グルーミング (性犯罪)
性犯罪・性的虐待の文脈におけるグルーミング、チャイルド・グルーミング（英：child grooming）とは、性交や猥褻行為などの性的虐待をすることを目的に、未成年の子どもと親しくなり、信頼など感情的なつながりを築き、手なずけ、時にはその家族とも感情的なつながりを築き、子どもの性的虐待への抵抗・妨害を低下させる行為である。性的グルーミング、性的手なずけとも。

## 概要
未成年者へのグルーミングは、児童虐待の一形態である。リヴァプール・ジョン・ムーア大学のミシェル・マクマナスは、グルーミングに共通する側面は、加害者が信頼とラポール（感情的な親密さ）を築くことによって、被害者を（心理的に）操作することであるとしている。加害者は「特別なご褒美」や「愛の告白」等の物心両面から被害児童を可愛がり、信頼や愛情を得てから、命令、脅しなどを用いて弱みを巧みに掌握し、支配し、操作し、コントロールし、性関係へと持ち込んでいく。目白大学教授（心理学）の齋藤梓は、子どもへの性暴力において最も典型的な手段であると述べている。性的虐待は多くの場合、性的接触が長期にわたって進行していくという点で、性暴力と異なる。マクマナスは、性的、恋愛的、経済的、または犯罪やテロ目的で行われる場合があるとしている。
アメリカで生まれた用語で、アメリカの家族以外による児童性的虐待の捜査の現場では、非暴力的な手法を用いるチャイルド・マレスター（児童性加害者）の行動パターンは、「誘惑（性的誘惑、Seduction）」と呼ばれていたが、現在では代わって、グルーミングという用語が定着している。グルーミング（英：grooming）という言葉には、動物の毛づくろい・外観の手入れ、女性の身支度、特定の目的のための準備といった意味がある。現在は親などによる家庭内の性的虐待で使われることも多い。グルーミングという用語は、国際法においては定義されていない。
顔見知りの子どもに性的虐待を行う者の多くは、時に暴力的な行為も行うが、発覚を避けるために、主に誘惑やグルーミングのプロセスを通じて被害者を支配する傾向がある。顔見知りによる性加害は、暴力を用いると早期に発見され、明るみに出る可能性が高まる。グルーミングを用いると、被害者の協力と継続的なつながりが持てる可能性が高まり、犯罪者にとって非常に重要なことであるが、犯罪が明るみに出る可能性が低くなるのである。FBI捜査官・犯罪コンサルタントのケネス・ラニングは、経験から言って、最も執拗で多くの罪を犯す危険な性犯罪者の多くは、主にグルーミングを行い、被害児童を誘惑し、暴力を用いることはほとんどないと述べている。にもかかわらず、非暴力的な手法であるグルーミングが関与する事件は、処罰が軽い傾向がある。ラニングは、グルーミングは長期的な誘惑のテクニックというよりも、短期的な誘惑として使われることが多いとしている。被害は女子に限られず、男子も同様にある。
オンライン、対面、その他のコミュニケーション手段など、さまざまな場面で行われる可能性がある。近年では、SNSなどのオンラインでのグルーミングも知られるようになっており、児童性的虐待コンテンツ（児童ポルノ）を含むオンライン性的虐待でも、対面とほぼ同様の経過を辿ることがわかっている。グルーミングされた子どもは心理的な被害を受け、性的活動やその他の形での搾取に従事するよう強要されることがある。
グルーミングは、未成年者を児童人身売買、児童売春、インターネット上の性的人身取引・インターネット上の性的虐待、児童性的虐待コンテンツ（児童ポルノ）制作などの様々な違法ビジネスに誘い込むために利用される。（国際的な性的人身売買のルートの問題は古く、1921年に国際連盟（現在は消滅）の多国間条約として合意され、女性と子どもの国際的な人身売買の問題に取り組んだ「婦人及児童ノ売買禁止ニ関スル国際条約」以来、様々な方法で禁止されてきた。）ギャングが近隣の被害者をグルーミングする「ローカライズド・グルーミング」という概念は、イギリスの児童搾取・オンライン保護センター（The Child Exploitation and Online Protection Centre）によって2010年に定義された。
捜査員が子供のふりをしておとり捜査が行われることも少なくないが、容疑者たちは、自分たちの行動は空想の表れに過ぎず、実際の計画ではなく、犯罪行為を行う際に必要とされる故意はないという「空想に基づいた抗弁」を利用し、罪を免れようとしてきた。

## 用語の歴史
ケネス・ラニングは、性的虐待の文脈におけるグルーミングという用語の歴史的変遷を研究し、この用語は、1970年代後半にアメリカの警察（法執行機関）の捜査員グループによって、児童性加害者の行動パターンにある「誘惑」の側面を説明するために使われたのが最初だ、という考えを示した。当時のほとんどの専門家は、犯罪者が用いる非暴力的な誘惑という手法を理解していなかった。その後、他の用語と同様に、グルーミングという言葉は発展し、警察や他の専門家、そしてメディアや一般人によって、より一般的に使われるようになった。「誘惑」に代わり、グルーミングという言葉が、このような性加害者の行動パターンを表す言葉として用いられるようになった。
ラニングがFBI捜査官として性犯罪の研究を始めた1973年当時は、子どもの性被害といえば、見知らぬ他人による加害事件が中心で、グルーミングという概念は、このようなケースにはほとんど当てはまらなかった。
グルーミングという言葉の概念と使用は、1980年代に家族外の顔見知りによる子どもの性被害事件が知られるようになるにつれ、徐々に現れるようになった。1982年の児童性的虐待に関する論文では、児童性加害者が子供と接する職業・組織を通じて被害者に近づくという問題が論じられた。
1975年から1985年にかけて、アメリカの警察は、顔見知りの性加害者とそれがもたらす捜査上の課題への認識を深めていき、カリフォルニア州の大規模な警察組織であるロサンゼルス市警は、1977年に、家族外の顔見知りが子どもに性加害を行うケースを特別に捜査する専門部署「被性的搾取児童課」（Sexually Exploited Child Unit）を設置した。ロサンゼルス市警は、今でいうグルーミングを行う顔見知りの児童性加害者のやり口を「誘惑」と呼ぶようになった。ロサンゼルス市警のこの専門部署の仕事のやり方は、すぐに全米のいくつかの警察組織に普及した。
1980年代半ばにラニングは、FBIの行動科学課に配属され、FBIアカデミーで家族外の人間による性的搾取事件を専門に扱う数少ない捜査官を集めてセミナーを開催することになり、セミナーでは「誘惑」と「グルーミング」の概念について議論され、定式化されるようになった。この新しい分野の警察の専門家たちは、ネットワーク作りや全米各地のセミナー、会議、研修などを通じて、これらの概念を広めていった。1982年、ロサンゼルス市警の被性的搾取児童課に所属していたロイド・マーティン巡査部長は、児童の性的搾取事件に焦点を当てた本を共著で出版し、その中で顔見知りの性加害者が行う誘惑のプロセスについて、多くの事例を交えて詳細に述べた。（ただし彼は、そのプロセスに特に名称を付けていない。）ラニングは1980年代初頭に児童虐待者の類型化を始め、彼が「誘惑型」と呼ぶ重要な行動パターンを提示し、研修で解説した。ラニングは1980年代に、プレゼン資料の中でグルーミングという言葉を使い始めた。この言葉が初めて出版物で使われたのは、1989年に全米失踪・被搾取児童センターが出版したラニングの書籍「Child Sex Rings: A Behavioral Analysis（チャイルド・セックス・リング：行動分析）」だろうということである。彼の児童性加害者の類型は、1896年には「National Center for Missing and Exploited Children」として書籍化され、何十万部と印刷された彼の様々な出版物や、インターネットを通して広まった。
グルーミングという用語は、刑事事件や民事事件の鑑定において、犯罪者の行動や、被害者の一見不可解な行動について、裁判所に理解を促すため、裁判所を教育するために用いられることが多くなっている。

## 子どもと加害者の関係性
斎藤梓は、子どもと加害者の関係別で、グルーミングを次の3つに分類している。

1. リアル（現実）で近しい人からのグルーミング（教師、コーチ、養護施設やNPOの職員、親戚、親の恋人など）
2. それほど近しくない人からのグルーミング（公園や公共施設で声をかけてきた人など）
3. オンライン・グルーミング（SNSなどネットを通じて知り合った人）

子どもたちに対する「見知らぬ人は危険だ」という警告とは裏腹に、児童性加害者が見知らぬ人であることはほとんどない。斎藤梓は、全く知らない人と徐々に親しくなってグルーミングを受けることもあるが、親やきょうだい、教師といった既知の相手、信頼している相手から受けることが多いとしており、アメリカの児童犯罪防止啓蒙団体 CLP/TLP によると、児童性加害者の9割が血縁者や子供や家族の親しい知り合いであり、子どもが幼いほど、家族の一員である可能性が高い。日本フォレンジック看護学会は、子どもの性的虐待の加害者は、周囲にも知られ信頼されている保護者や家族の一員である場合が多いと述べている。性犯罪被害者の支援に携わる弁護士の川本瑞紀は、部活動の指導者や塾の講師からグルーミング被害に遭うケースが多いとしている。児童性加害者は、知人、家族、友人、介護者、権力のある立場にある人、地域のリーダー等で、被害者の知り合いであることが多く、つまり「私たちが信頼する人々」である。
信頼している相手だからこそ、徐々に体を触られたり、性的な接触を求められた時に、相手が自分に悪いことをすると思いたくない、抵抗や拒否をすることで嫌われたくないという気持ちが湧き、加害者に逆らうことが難しいという。
アメリカ国立性暴力リソースセンター（NSVRC）は、子どもと関わる仕事に就いている大人の大部分は、子どもたちを危害から守りたいと考える安全な、善意の人々であることは確かだが、安全そうで評判が良く、信頼できるように見える人が見た目通りであるとは限らない、優れた仕事やコミュニティへの貢献によって尊敬を集める人が、虐待をしないとは限らないと注意を促している。加害者は意図的に信頼されるように、親しまれるように振る舞い、コミュニティでの立場と信頼を確立し、自分の評判が疑いの芽を摘むことを期待する。権力を持つ加害者はそれを様々に利用する。人々が被害者に向ける疑念を頼りにし、被害者に「誰も信じない」「誰も真剣に受け止めない」「誰も何もしない」などと言い聞かせ、信じさせる。虐待する相手として、立場の弱い人を戦略的に選んでおり、性的虐待を始める前に、ターゲットをグルーミングしながら相手の境界線を試し、反応を見る。また人々には、ニュースやテレビから来る「捕食者」「怪物」といった性犯罪者に対する固定概念、「安全でない」人の見た目や行動に対する思い込みがあり、それが性犯罪者を守ることがある。加害者は、安定した人間関係、成功したキャリア、前科のない、既婚の、子どものいる人物であることもある。注意する必要があるのは、見た目でもキャリアでも評判でもなく、その人の行動である。
児童性的虐待の要因の一つに「VIP要因」があり、加害者は、学校、スポーツ団体、市民団体、宗教、医療、ビジネス界の著名な地元のリーダーや、教育、法曹、軍事、経済、メディア、高等教育、政治の世界など、地方行政や国家レベルの「非常に重要な人物」(VIP) であるかもしれない。権力と資金を持つVIPにあえて立ち向かおうとする人は非常に少ないため、子どもに被害を訴えることを諦めさせ、時に周囲の協力を得て、虐待を隠し通す可能性が高くなる。
また、親以外の児童性加害者の多くが、物理的または精神的に親が不在の子どもは、グルーミングや虐待を受けやすくなると認めている。

## プロセス・手法
サマンサ・クラヴァンらは、加害者のグルーミングのプロセスを、次の3段階で説明している。
1. 自己グルーミング（Self-Groomng）：加害者が自分の行動や認知を正当化していく段階[10][35]。性的虐待を行うのではなく、子どもの方が自分を性的に誘惑したなどと自身に信じ込ませるなど、子どもに性的な行為をしたいという動機から目をそらせる[10][35]。
2. 周囲と重要な関係者のグルーミング（Groomng the environment and significant others）：被害者に近づくために、被害者の周囲の環境や、親や教師などの重要な関係者に働きかけ、手なずける段階[10][35]。社会に溶け込み、子どもたちと出会いやすい場所に身を置いて、信頼される立場・地位を確立する[10][35]。
3. 子どものグルーミング（Gooming the Child）：子どもを性的にグルーミングする段階で、一般的にこの段階がグルーミングであると認識されている[10][35]。子供に近づき、親しくなり、信頼を得て、徐々に境界線を侵害する[10][35]。身体的な接触を増やしていき、被害者との関係を徐々に性的なものにしていく「身体的性的グルーミング」と、被害者を周囲から孤立させ、味方になり、依存させるように仕向け、二人だけの秘密を作っていくという「心理的性的グルーミング」がある[10][35]。

グルーミングの鍵となるのは、年齢、性別、体力、経済的地位、その他の要因など、加害者と被害者の不均衡な力関係である。加害者は「悩みを抱えていて孤立させやすい子ども」を標的にして、その子の「大人に認められたい、誉められたい」という欲求を利用して接近する。加害者は親切を装いつつ、幼いが故の不安や孤独感、承認欲求に付け込んでいく。優しく悩みの相談に乗ったり、好きなものに関心を示したり、世間話をしたりして、距離を縮めていき、子どもに共感を与え、誉める、認めるを繰り返すことで親密感を増し、優しく接し、子どもが加害者に依存するように仕向ける。加害者は子供との間に上下関係を作り出すが、巧妙に振る舞い、対等であるかのように思わせることもある。子どもは関心を寄せられたり、悩みをわかってもらうことをうれしく感じ、加害者への信頼や恋愛感情が醸成されていき、相手に嫌われたくないと思うようになる。加害者が被害者に、これは恋愛なのだと思わせていることもある。加害者は被害者に対し、自分の被害者への性的な欲求を、愛情や普通のことだと教え、徐々に性的な話題を投げかけたり、好意を示したりし、子どもに性的な自撮り写真を送らせたり、自分の性的な写真を送ったりする。加害者は子どもに、二人きりで会おうと誘ったり、家出を唆し、実際に会い、性的な行為に及んでいく。プライベートゾーン以外への接触などの軽度の親密性の逸脱から、身体を舐める、プラーベートゾーンへの接触や性交などの、明確な性的侵害行為に及んでいく。そして、子どもの罪悪感や恥辱感などの感情を利用して支配的関係に持ち込み、口止めして虐待を隠し、自分も共犯者なのだと思わせる等して、暴力・搾取の構造を強固にし、持続化を図るとされる。
ケネス・ラニングは、顔見知りの性加害者が用いる非暴力的なテクニックは、現場の捜査官たちによって洞察されてきたが、実際に大きな謎はなく、これらの犯罪者は、本質的に、大人が互いに誘惑し合うのと同じように、子供を誘惑する、と述べている。グルーミングの手法は、大人同士、あるいはティーンエイジャー同士では、恋愛や交際の一部とみなされるかもしれない。しかし、このような非暴力的な性的行為から暴力的な性的行為へ発展するプロセスは、成人に限られた傾向ではなく、思春期以降の子どもが加害側であった性犯罪事例でも確認されている。
CLP/TLP は、一般的なグルーミング戦略として、次のことを挙げている。
- 保護者、特にひとり親家庭の保護者と親交を深め、子どもとの接触を図る。
- 多忙な保護者のもとでベビーシッターとして働く。
- 子どもに関わる仕事を引き受けたり、地域の行事に参加したりする。
- 保護者や里親になる。
- 子どものスポーツイベントに参加する。
- 子どものスポーツのコーチをする。
- 青少年団体でボランティアをする。
- 宿泊旅行の付き添いをする。
- 遊び場、公園、ショッピングモール、ゲームセンター、運動場など、子どもがよく行く場所でうろつく。
- ソーシャルメディア（TikTok、Ask.fm、YouTube、Kik、Snapchat、Instagramなど）やオンラインゲームプラットフォームで若者と親しくなる。[32]

## 被害の発覚・自覚の難しさ
グルーミングによる性被害は、被害者である子供がそれが性暴力だと気付きにくく、積極的に被害を隠そうとすることもあり、そこに難しさがある。被害者にとって加害者は、自分を認め、理解し、悩みを受け止めてくれる、信頼できる大人になっており、被害者は、そんな人が自分に悪いことをするわけがないと思い込んでいるため、性的な接触に恐怖や嫌悪感があっても、それが性暴力だと認識することは難しいという。東京未来大学教授（犯罪心理学）の出口保行は「『話を聞いてほしい』という子供たちの思いを利用しており、最初は犯罪だと気付きにくい」と指摘している。また、「好き」「かわいい」などと褒めて、子どもに好意を持たせてから性的な行為に持ち込むため、性被害として認識できない場合もある。被害を受けた子どもは、性被害の発覚後も「相手と付き合っている」と認識していることがあり、繰り返し接した相手に好感を抱きやすくなる「単純接触効果」の影響も受けているとみられる。
虐待と愛情・優しさの繰り返しに曝され続けることで、被害者には、加害者に対する、極めて強く不健全な絆、外傷的絆（トラウマティック・ボンディング）が生じることが少なくなく、グルーミングによる性的人身売買の被害者の場合も、外傷的絆が加害者から逃げる大きな妨げになり、また、逃れても、加害者に対する強い愛情が残り、加害者の元に戻りたいという思いに駆られる可能性がある
被害を受けた子どもは、「自分が会いに行ったのが悪い」と自身を責める。斎藤梓は、加害者に子供に口止めしている場合もあり、保護者が子どものグルーミング被害に気が付くことも容易ではないと述べている。
被害者が幼いと、性や性問題に関する知識がないため「性暴力被害を受けた」ことに気づかないこともある。グルーミングの被害を受けた子供たちの多くは、その行為を「普通のことだと思った」「何が起きているか理解できなかった」と振り返るという。一般社団法人Springが、2020年の8月と9月に性被害者を対象に実施したアンケートで集まった5899件の回答のうち、自分の身の起きたことをすぐに「性被害」であると認識できたのは約半数で、認識までには平均で約7年かかっていた。
性的虐待被害者の男性を専門に支援するセラピストの山口修喜は、日本の場合、恥の文化があり、個人的な問題を口にしてはいけないという風潮があるため、性加害を受けたと語ることが難しく、被害を受けたのが男子である場合、輪をかけてそれが困難になると語っている。
グルーミングや支配的操作を伴う性的虐待では、加害者が外傷を残さないように隠蔽しており、その場合、身体検査では問題が発覚しない。
加害者の中には、子どもが被害告白を行う場合に備えて、あらかじめ周囲の人に子どもの言動の信用性を失わせる情報工作を行なっていることもある。被害児童の信用を傷つける加害者の代表的行動パターンとして、次のものがある。

1. 他の人に子どもの落ち度を頻繁に指摘する
2. 子どもがいかに嘘をつくのか他の人に強調する
3. 家族の前で被害を受ける子どもに厳格なしつけをして、もしその子どもが他の人に性的虐待を訴えたなら、その子どもは加害者に「復讐しようとしてそれを言った」と言えるように準備をしておく
4. 被害児童の活動範囲を極端に制限して、孤立させておく（過度な門限、交友関係や連絡の制限）
5. 被害児の行動で強い性的関心を持っている行動に皆を注目させ、その子どもが過度に性的関心を持っているという印象を他の人に植えつける（子どもが過度に性的関心を持っていて、子どもの方から自分を誘ったという言い訳につながるようなことを含む）

グルーミングのプロセスには、子どもにゲームをしたり、プレゼントを買ったり、公園に行くといった、「通常の」大人と子どもの交流が含まれ、表面的には、これらの行動は特に問題にはならない。大人が子どもへに適切な教導、指導を行うこと、メンタリングは望ましい活動であるが、メンタリングとグルーミングを区別することは難しく、青少年支援団体にとって大きな問題になっている。プロセスそのものから発見するより、後から見てグルーミングであったと特定する方が容易な場合が多い。

## 被害の影響
そもそも子どもと大人は対等ではなく、信頼していた大人から性的に見られたこと、対等な同意のない性行為によって、子どもたちの心は傷つけられる。信頼していた大人に意思を無視され踏みにじられることで、信じた人が自分を搾取するかもしれないと感じるようになり、人を信じること、人に相談すること、人に頼ることを怖いと思ったり、自分に対して親切な人、親しくなろうとする人を警戒するようになることもある。暴力や搾取を受けることで、子どもたちの心は脆く、壊れやすくなる。
上下関係を作られ、対等であるかのように巧妙に信じ込まされることで、対等な関係性が分からなくなる場合もあり、継続的な被害にあっていた場合、相手に従順にふるまうことで自分の身を守ることが、生き抜くための方略となり、その関係性がカウンセリングの場でも繰り返されることがあるという。斎藤梓は、「対等な関係性に関する感覚や自尊心を失わせる」「自傷行為や摂食障害、性問題行動といった深刻な精神的後遺症を示すことも多い」と述べている。

### 性的虐待順応症候群
グルーミングや心理的な操作などにより深刻な性暴力被害を受けた子どもには、性的虐待順応症候群（性的虐待調整症候群、Child Sexual Abuse Accommodation Syndrome: CSAAS）と呼ばれる特徴的な症候群が発生することが指摘されている。虐待を受けている場合に、次のような様相を見せるとされる。

1. 性的虐待の事実を秘密にしようとする
2. 自分は無力で状況を変えられないと思っている
3. 加害者を含めた周囲の大人の期待・要請に過度に順応しようとする
4. 性暴力被害を認めたがらず、説得力の無い、遅くタイミングのずれた矛盾した証言を行う
5. いったん性暴力被害を認めた後で（恐怖感等に由来して）証言を撤回する

性的虐待順応症候群は心身症状がなく、「適応的」に見える場合があることや、周囲からの介入の拒否などを含めた「加害者にとって都合の良い」振る舞いをする場合もある。性的虐待から逃げることはできないのだから、「自分から加害者を誘って、早く行為を終わらせて早く眠りたい」といった、痛ましい歪んだ生存スキルを身につけることもあるとされる。
性被害の直後に被害を話すことができる被害児童は、わずか25％と考えられている。子どもは時間をかけて少しずつ話す場合があり、また質問されても虐待内容を極小化したり、否定する場合もある。また捜査中に、前に話した内容を覆す場合もある。性虐待について話さないのには多くの要因があり、「困惑と恥辱の気持ち、自己責任・非難の気持ち、虐待についての理解不足、伝達能力不足、加害者や他の家族からの脅迫・操り・秘密の強要、自分や家族に悪影響が出ることを恐れる気持ち（現実的な悪影響か想像上の悪影響かを問わない）、信じてもらえない・助けてもらえないという思い込み」等が挙げられる。
通常、「性暴力被害を認めた上で証言を撤回する」といった行為は、証言の信用性を失わせる。そのため、周囲の大人が、なぜ被害児童がそうした行為をするのか理解していなければ、裁判で子供の証言の信頼性がなくなるという深刻な影響が生じる。性的虐待順応症候群の文脈からすれば、証言の撤回等は「被害を受けた子どもに認められる、ある種の正常な反応行動」であり、アメリカの司法分野では、被害者の言動を評価する際に参照される重要な概念となっており、性被害事実に関する争点の一つとして取り扱われることがある。しかし、日本でこの概念はまだあまり理解されていない。
性的虐待順応症候群の背景には、次のような子供の心理があるとされる。

1. 自分が悪いと思い込んでいる、罪悪感がある
2. 加害者や家族が自分の告白で困った立場に立たされてしまうことへの不安感
3. 性的虐待が立証されてしまったら、それから先、自分の身はどうなるのだろうというおそれを抱いている

このような子どもの心理は、加害者の加害戦略に利用される。

## 用語の範囲の曖昧さ・使用の難しさ
ケネス・ラニングは、グルーミングという言葉・概念は、家族以外の顔見知りによる子どもの性被害事件の捜査の現場で使われるようになったと説明している。一方斎藤梓は、親やきょうだいといった家族内の性被害の解説にグルーミングという言葉を用いている。ラニングは、家族内のケースは理論的には支配のメカニズムとしてグルーミングの概念を含むと考えられるが、大部分の親が日常的に、グルーミングの最も一般的に用いられる指標に当たること（例えば、注目、愛情、贈り物、お金、特権）を行っているため、グルーミングをはっきり識別することは難しいとしている。ラニングは、グルーミングという言葉・概念ができていった1970年代から1980年代初頭にかけて、家族内ケースにおける支配の力学にグルーミングという用語が使われた記憶はないとしており、斎藤の用法は当初のものとは異なっている。
グルーミングと誘惑という言葉を区別して使う人もいれば、同じだと考える人もいる。グルーミングと操作（Manipulation。洗脳操作、心理操作。マインドコントロールとも）を同一視する人もいれば、別だと考える人もいる。児童性的虐待の用語だが、立場の弱い成人に対する性的虐待に使う人もいる。ミシェル・マクマナスは、グルーミングは子供と大人の両方が対象となる場合があるとしている。
立正大学教授の西田公昭は、グルーミングは「マインドコントロール」の一種で、ごく普通のコミュニケーションの中で行われることを強調する。一方、ラニングは、注目や愛情に対する人間の基本的な反応を、ある種の「症候群」や「洗脳」と呼ぶことは、問題を複雑にし、混乱を招くと注意を促している。
グルーミングという言葉は、児童買春など性的売買事件において「ピンプ（売春斡旋業者、ポン引き）」が被害児童を集め、管理する手法に使われることがある。齋藤梓は、風俗等に勧誘する手段としてグルーミングが利用されることがあるとしている。ラニングは、人身売買業者による勧誘と支配の主な目的は、自分自身ではなく顧客の性的満足のためであり、このような人身売買業者は、主な手法として脅迫や暴力を使用する傾向がはるかに強いため、ピンプの手法にグルーミングという言葉を使うことが適切であるかは疑問があると述べている。

### 別の用語
児童性加害は、見知らぬ他人によるというイメージが強く、このようなステレオタイプな児童虐待者が用いる短期的な支配メカニズムを説明するために、「ルアー（おとり）」という用語が使われることが多かった。ラニングは、「ルアー」をグルーミングの一形態と考える人も多いが、見知らぬ他人による短期的な支配メカニズムである「ルアー」をグルーミングの一形態とするのは誤りであると述べている。カナダなどいくつかの管轄区域では、グルーミングに対し「ルアーリング」という用語が使用されている。
全米児童保護センター（National Children’s Advocacy Center）エグゼクティブ・ディレクターのクリス・ニューリンは、児童虐待の分野以外の人々（陪審員、家族、地域社会など）に情報を伝える際に、どの言葉を用いるのかは重要で、グルーミングと操作の定義を比較すると、操作の方が適切ではないか、明らかに反社会的な行動に、なぜグルーミングという親社会的な言葉、向社会的行動を説明するのに使われる言葉を採用するのかと疑問を呈し、犯罪者の行動をより適切に説明し、非専門家が理解しやすくするために、呼称を「操作」に変えることを提案している。Journal of Interpersonal Violence の2018年のグルーミングに関する特別号では、多くの原稿の中でグルーミング、誘惑（seduction）、強制・支配（coercion）という言葉について議論が行われ、「このプロセスを説明するより適切な用語はあるだろうか?」という重要な問いが提示されている。
日本語では今後、性的懐柔などの言葉に変わる可能性があると言われる。

## オンライングルーミング
オンライングルーミングとは、個人がインターネット上で、性的接触を目的として未成年と親しくなる過程をいう。SNSやその他のオンラインのコミュニケーションツールを使って知りあい、徐々に子どもの信頼を積み上げた上で、現実に会う約束をしたのちに性加害を行う。オンラインでも、対面のグルーミングとほぼ同様の経過を辿ることがわかっている。オーストラリア犯罪研究所のキムグァン・チューは、様々な事例から、児童性加害者は、被害者をグルーミングしやすくするために、様々な種類のテクノロジーを利用し、実際に会う前の数ヶ月にわたり、オンラインでグルーミングを行うことが多いようだと語っている。しばしばウェブカカメラが使われ、児童性加害者のネットワーク間で性的搾取物の「共有」が行われたり、性的虐待を行うために実際に子どもと会うこともある。
児童性加害者に関する調査では、彼らの中には、オンライングルーミング過程のさまざまな段階にある子どもたちを、友人のリストに最大で200名登録している者もいる、と示唆されている。オンライングルーミングは、加害者の目的やニーズ、そして相手の子どもの反応によって、数分で終わるものから数時間、数日、あるいは何か月にも及ぶこともある。
弁護士の川本瑞紀によると、SNSで知り合い、悩み相談や趣味の話で盛り上がってから、直接会う約束を取り付け、加害者の自宅に誘い、突然性的行為をされてしまうのが、オンライングルーミングの典型的な手法である。成蹊大学客員教授の高橋暁子は、「多くのSNSは、13歳以上を対象としているものの、13歳以下の子どもたちも多く利用していて、こうした被害につながっています。また、ネット上だけでしかコミュニケーションを取っていない友だちだとしても（実際に）会うことに抵抗がない傾向にあり、小学生でもネット上で知り合った人と気軽に会ってしまうという事例が非常に増えているのです」と述べている。
ネットリテラシー専門家の小木曽健は、加害者の典型的なやり口の例として、次のものを挙げている。

- ターゲットと同世代の美男美女の写真を使い、魅力的な人物や「気の合う同性」になりすます。
- 自分自身の体型の悩みを相談。ネットで拾った裸の写真を「自撮り」だと偽って送り、相手にも写真を求める。
- 相手から写真が届くと態度が豹変。ばらまかれたくなければ会いに来いと脅迫する。

ライブ配信の無料アプリを使い、女子児童を巧みに誘導して性的な動画配信を行わせることもある。性的な写真等と個人情報が結び付けば、個人を特定され、脅され、性行為を強要される危険もある。グルーミングされて裸の写真を送ってしまった後、「自分の裸の画像を誰かに見られているのか」という苦しみを抱えることになる。
インターネット上に情報を掲載することを危険視する人も多く、慎重な議論が交わされているが、若者にとって、インターネット上に個人情報を掲載することは、今や普通の行動となっており、友人との円滑な交流に欠かせない面もある。アメリカで行われた調査によると、画像を含む個人情報を毎日インターネットに掲載したことで、子どもが犯罪被害にあったと示す調査結果は、一般的にほとんどない。子どもの性的虐待やオンライングルーミングは、個人情報を掲載すること自体よりも、インターネットでの交流や、さまざまな形での危険行為を行うことによって引き起こされるといえ、実のところ、若者に個人情報をインターネットの掲載することを禁じる必要性はないということを調査結果は示唆している。アメリカ以外の国も同様かは不明である。

### インターネット上の児童性的虐待に関する誤解
ユニセフ・イノチェンティ研究所は、インターネット上の児童性的虐待について誤った通念が多くあると指摘し、次のものを挙げている。（「なりすまし」を典型的なやり口とする小木曽の主張を、ユニセフ・イノチェンティ研究所は否定していることになる。）
- 児童ポルノ製造において、子どもを最も脅かすのが見知らぬ人間であるという誤解。最初に児童性的虐待コンテンツ（児童ポルノ）を製造し、配布したのが見ず知らずの他人というのは誤りで、家族やその他の養育者といった、子どもに簡単にアクセスできる身近な人間であることが多い。[50]
- オンライングルーミングには、一般に年上の男が別人になりすまし、罪のない子どもに嘘をついて騙すという手口が含まれるという誤解。ユニセフ・イノチェンティ研究所は、これは多くの場合真実でなく、むしろ加害者は、子どもを「誘惑」あるいはうまくおだてて、インターネット上で自発的に性的な友人関係になったのだと認識させる傾向があると述べている。オンライングルーミングを行う際に年齢や性別を偽る加害者もいるが、そのような行為は明確に犯罪で、法定強姦の典型例に当たる。[50]

### 使用されるサイバースペース
オンライングルーミングに使われるサイバースペースには、チャットルームやSNS、インスタントメッセージがある。イギリスでは2020年4月からの1年間に、5441件のオンライングルーミングによる児童への性犯罪が発生したが、約半数はInstagramやWhatsApp、Facebookメッセンジャーなどのアプリを使って行われており、Instagramが全体の約3分の1、Snapchatも4分の1以上を占めており、若者に人気のSNSアプリがオンライングルーミングに利用されていることがわかる。2018年「平成29年におけるSNS等に起因する被害児童の現状と対策について」（警察庁）によると、被害の入り口は、Twitter、中学生・高校生・大学生限定のトークアプリひま部（株式会社ナナメウエ。2019年閉鎖）、LINEの順で多かった。2021年時点では、TwitterとInstagramを入り口とする性被害が多く、合わせて半数以上を占めており、Yay!（株式会社ナナメウエ）、KoeTomo（Meetscom株式会社）、TikTokを入り口とする被害が続いていた。
また、「荒野行動」や「フォートナイト」などのオンラインゲームのボイスチャット機能を使って知り合うこともある。

### 被害者像
オンライングルーミングの被害を受ける危険性が最も高い年齢は、自我の発達過程にあり、出会いや友人を作る手段としてインターネットを積極的に使うことが多い思春期の青少年で、ユニセフ・イノチェンティ研究所は、調査結果は特に女子の危険性が高いことを示している、と述べている。小木曽健は、SNS性犯罪に巻き込まれる子どもたちに特に傾向はなく、そもそも子どもは大人よりも屈しやすく、だましやすいため、子どもというだけで狙われると述べている。誰でも被害者になりえるが、加害者から見ると、非行傾向のある子は、警察に補導された際にスマホを確認されることがあり、そこから露見する可能性があるため、できるだけ「普通の子」を狙うという。

### 加害者像
オンライングルーミングは、まだ多くの国々で犯罪行為とみなされておらず、記録も残されないため、オンライングルーミングを行う者（ユニセフ・イノチェンティ研究所の調査結果では主に男性）の数については情報がなく、不明である。オンライングルーミングが刑事罰の対象となっている国々においても、犯罪者の詳細を提供する組織的なデータベースは存在しない。主に先進工業国で行われた調査結果によれば、インターネット上の子どもの性的虐待者を類型的に見ると、主に白人、男性、一般的に仕事に就き、そこそこ良い教育を受けている、年齢層は幅広く、若者も含まれる、などの点が指摘されている。オフラインで子どもの性的虐待を行っている男性の多くは、オンラインでの虐待にも関わっている。

### 児童ポルノ被害
NHKによると、SNSに起因した性被害で、わいせつ行為の次に多いのが児童ポルノの被害である。その多くが、加害者がグルーミングで子どもと関係を作った上で、性的な写真や動画を送らせたものであり、それが流出、拡散している。グルーミングで入手した性的な画像などが、「児童ポルノ」コンテンツとして、アンダーグランドマーケットで高値で売買されることも珍しくない。
インターネット上で児童虐待コンテンツを閲覧している男性の大半は、現実で児童との性的接触を求めているわけではないようであるが、子どもの性的虐待コンテンツの需要を維持し、製造を後押ししている。

### 被害にあいやすい子どもの特徴の調査
インターネット上で性的虐待や性的搾取の被害にあいやすい子どもの特徴について、調査が行われているが、その結果は必ずしも一致しない。南アフリカとアメリカで行われた調査は、自分に自信のない子ども、絶望や否定的事象、現実で性的虐待・迫害を経験している子どもは、オンライングルーミングの被害に遭う危険性が特に高いことが示唆されている。日本の、追手門学院大学准教授の櫻井鼓による2021年から翌年にかけての調査分析では、グルーミング被害を受けた子どもの背景には「孤独感」があることが示された。対人関係がうまくいかなかったり、家庭内虐待の経験がある子どもは、猥褻な自撮り画像を送ってしまいやすいという。
一方、イギリスで行われた調査では、現実世界において特に明白な脆弱性のパターンは見られなかった。
ブラジルでの調査では、社会的要因と経済状況の重要な関連性が見られ、極めて貧しい地区出身の少女たちは、より早期に性化行動にさらされ、インターネットで性的関連のサイトを訪れて、ステータス向上を可能にしてくれそうな年上の男性と出会おうとする。一方、中流家庭の少女たちは、インターネットの使用も大人の厳しい監視、指導の下で、主に教育目的で行っている。

### 立証の困難さ・捜査の不十分さ
児童性的虐待の多くは明らかにならず、インターネット上で起きた場合、発覚する度合いはさらに低くなる。インターネットを用いた性的虐待は、子どもと犯罪者の肉体的接触が必ずしも必要ではなため、多くの場合立証が困難であり、法律がオンライングルーミングを犯罪行為としていない、明確な定義を与えていない場合、警察にとって課題はさらに大きくなる。ある犯罪を立証しようとする場合、肉体的接触が全くなくても、子どもを誘惑する「意志」があったと立証する必要があるが、どんな「意志」の証拠が必要なのかなどの課題がある。
児童性的虐待コンテンツの被写体となった子どもは、羞恥心に苛まれ、グルーミングにより加害者に感情的に依存していることもあり、自分から被害を口にすることはほとんどなく、大部分の事件が警察の捜査で明らかになる。オンライングルーミングの被害を受けやすい子どもの中には、社会的に孤立し、支援が少ない子どももおり、こうした場合、通報される可能性がさらに低い。性的虐待コンテンツは被害児童が知らないところで加工・配布されるため、多くの子どもは自分が犯罪の被害者であるということを自覚していない。被害が明らかになった場合、周囲から軽視されたり誤解されたりすることがあり、さらなる心的外傷を負う可能性もある。インターネット上にコンテンツが何年にもわたって出回り、映った姿と成長した被害者の容姿が異なっていることもあり、被害者を保護し、適切な心理サポートを受けさせるための確認作業には難しさがある。警察はインターネット上の性的搾取を、保護を要する問題として見ておらず、多くの国でサイバー犯罪に分類されているが、警察のサイバー犯罪部門は、詐欺や組織犯罪に重点を置いており、子どもの保護に関する専門知識・専門的な関心が、ほとんど、あるいは全くないことがある。子どもの商業的性的虐待に関するウェブサイトは、法律上組織犯罪として分類されるか、詐欺やテロの扱いに慣れた警察官によって捜査されることが多いが、性的虐待コンテンツの交換やオンライングルーミングの多くは、捜査対象から外されており、多くの国で、インターネット上の子どもの性的虐待や性的搾取は十分に捜査されておらず、子どもを主体とした対応が行われていない。

## 法整備

### ヨーロッパ
イギリスではグルーミングで信頼関係を築いた18歳以上の人物が、16歳未満の人物に避妊具を持って逢うと処罰される可能性があり、ドイツでは性行動を目的に子どもと連絡を取るグルーミングそのものが処罰対象となっている。

### 韓国
韓国では2020年にn番部屋事件が発覚し、社会を揺るがす大問題となり、刑法の性的同意年齢が13歳から16歳に引き上げられ、2021年9月に青少年性保護法が改正され、オンラインでのグルーミング行為を処罰する法的根拠が設けられた。
改正青少年性保護法の施行で、被害に遭った女性の証言を基にした「おとり捜査」が可能となった。

### 日本
子どもへの猥褻行為の処罰を巡っては、法律の不備が指摘されており、刑法の改正が検討されてきた。法律不備を補う形で、猥褻目的誘拐罪や青少年保護を目的とする各地の条例などが適用されてきた。2023年6月に、刑法改正案が可決成立し、性的な行為を目的に子どもを手なずけるグルーミングの処罰規定も盛り込まれた。実際に会う前に子どもを懐柔する行為に着目し、より早い段階で処罰し、事前に被害を防ぐことを狙いとしている。
改正案では、16歳未満に猥褻目的で面会を求めれば1年以下の拘禁刑か50万円以下の罰金、面会すれば2年以下の拘禁刑か100万円以下の罰金となった。性交や性的な部位を露出した映像をSNSなどで送るよう求めた場合も、処罰対象となる。善意で面会した人間が処罰されないよう、威迫や誘惑をする、金銭を渡すといった方法で面会を求める行為が対象とされた。いずれも被害者が13歳以上の場合、年齢差が上に5歳以上ある相手の行為を対象としており、同年代同士の恋愛による行為の処罰を防ぐためであるとしている。

## 有名な事件・疑惑

### イギリス
- イギリスの国民的司会者ジミー・サヴィル（1926年 - 2011年）による性的虐待事件。判明している最初の被害は1958年だが、彼の生前被害は隠蔽され続け、公になったのは死後であった。450人以上がサヴィルによる性被害の証拠を提出しており、被害者の大部分が少女だったが、40人以上の被害者が少年だった（被害者は実際にはもっと多いと考えられている）。性被害は、突発的な暴行と、グルーミングを用いたものの両方があった。[71]

### アメリカ
- アメリカの世界的スター マイケル・ジャクソン（1958年 - 2009年）による未成年男子への性的虐待疑惑。（マイケル・ジャクソンの1993年の性的虐待疑惑、マイケル・ジャクソン裁判）[72][73]
- 2002年にアメリカの13歳の少女アリシア・コザキエビッチ（英語版）が、同年代を装った男にオンライングルーミングを受け、誘拐され、救出までの4日間暴行・拷問を受け、その様子がライブ配信された事件。事件は広く報道され、グルーミングを受けたということが理解できず、被害者を非難する人も少なくなかった。当時、インターネットは普及の途上で、その危険性を子どもに教える人はほとんどいなかった。[74]
- アメリカのペンシルベニア州立大学フットボール部コーチで、恵まれない青少年のための慈善団体を運営していたジェリー・サンダスキーによる児童性的虐待事件。2009年起訴。警察はジョー・パターノ監督が虐待の事実を知りながら阻止するのに十分な努力をしておらず、警察に通報するという道徳的義務を果たさなかったと批判した[75]。監督、学長、副学長、体育局長が解任され、パターノが「不祥事を知り得た時点」まで遡り、それ以降に記録した111勝を抹消、パターノの「歴代最多勝利監督」の栄誉は剥奪された。制裁金として、大学に約48億円（当時のレート）という巨額の罰金の支払いが命じられ、4年間プレーオフ進出を禁止とした[76]。またサンダスキーは、慈善団体の活動を通して養子にした少年をグルーミングし、性的虐待を行っていた[77]。
- 長年アメリカの体操代表チームのオステオパシー療法家として活躍したラリー・ナサール（英語版）が、未成年・若年の女性アスリートたちをグルーミングし、治療の名目で30年間にわたって少なくとも250人以上に性的虐待を行っていたアメリカ体操連盟性的虐待事件（2015年発覚）。ミシガン州立大学での事件では、調査の過程で、オリンピック委員会、米国体操協会、大学当局の関係者が虐待の事実を認識し、隠蔽していたことが明らかになっている[34]。

### 韓国
- n番部屋事件 - 韓国では2020年に、少女・若い女性をグルーミングし、脅迫し、残虐な性的虐待動画・ライブ配信等を数十万人もの規模でSNSで共有していたことが発覚し、社会を揺るがす大問題となった[63]（「部屋」とはチャットルームのこと）。

### 日本
- ジャニー喜多川性加害問題 - 日本の芸能事務所ジャニーズ事務所におけるジャニー喜多川（1931年 - 2019年）による性的虐待疑惑がBBCのドキュメンタリーで再熱した。ドキュメンタリー番組を制作したBBCのスタッフが、被害者が語る喜多川への好意・感謝は喜多川のグルーミングによるものだと評して注目を集めた[78][7]。事務所開設時から被害の告発はあったが大きく報道されることはなく、喜多川の死後、BBCのドキュメンタリーと被害者の実名の証言で表沙汰になった。

## グルーミングを扱った作品
著作
- ヴァネッサ・スプリンゴラ（英語版）（Vanessa Springora）『Le Consentement』2020年。14歳の時からフランス文学界のスター作家ガブリエル・マツネフにグルーミングされて愛人にされ、性的虐待を受けていたことを回想した作品[79]。マツネフは多くの少女と性関係を持ち作品の題材にしていたが、その行為はフランスで文学として消費され礼賛すらされてきたため、本書の出版はフランスを騒然とさせ、特に若者を中心に話題となりベストセラーとなった[80]。
  - 『同意』 内山奈緒美 訳、中央公論新社、2020年
- アリソン・ウッド（Alisson Wood）『Being Lolita: A Memoir』Flatiron Books、2020年
  - 『わたしが先生の「ロリータ」だったころ 愛に見せかけた支配について』服部理佳 訳、左右社、2022年[81]

映像
- ジェニーの記憶（原題：The Tale） - ジェニファー・フォックス（英語版）監督の2018年のドラマ映画。アメリカ・ドイツ合作。13歳の時に40歳の乗馬コーチにグルーミングされ性的虐待を受けていた記憶を40代後半になって思い出した女性が、その記憶と向き合っていく姿を描く。2023年のインタビューでフォックスは、映画は自身の少女時代を基にしており、加害者は、ボート競技で2度オリンピックメダルをとり、オリンピックコーチを9回務めたスポーツ界の伝説的存在テッド・ナッシュ（英語版）であることを明らかにしている[82]。
- SNS -少女たちの10日間-（英語版）（原題：V síti） - 2020年にチェコで製作されたドキュメンタリー映画。童顔の3人の成人女性の俳優が12歳の少女を装って、Skypeでビデオ通話を行い、男性たちが接触してくる様子を追った[83]。
- ある子ども - 2022年2月19日に放送された、オンライングルーミングを題材としたETV特集
- コンセント／同意（英語版）（原題：LE CONSENTEMENT）：ヴァネッサ・フィロ（英語版）監督の2023年の映画、フランス・ベルギー合作。ヴァネッサ・スプリンゴラの回想録『Le Consentement（同意）』が原作[79]。2024年日本公開。

## 関連
アメリカでは2020年代初頭に、LGBTに関する子供への性教育は小児性愛のための手段でグルーミングであると主張する、反LGBTによるLGBTグルーミング陰謀論が注目を浴びた。